# Paula Vesala
Paula Julia Vesala (Kärsämäki, Finnország, 1981. december 10. –) a finn PMMP együttes két énekesnőjének egyike, Mira Luoti mellett.
A PMMP-nek eddig 4 nagylemeze jelent meg, hazájukban a slágerlisták élén vannak, de európaszerte is ismertek, köztük Magyarországon is. Énekesnőtársával Mirával közösen írják a dalszövegeiket.
Vesala a Sibelius Akadémia (Helsinki) növendéke volt, klasszikus zene mellett zongorán, és hegedűn tanult játszani.
Paula részt vett a Green Peace Méregtúráján, a csapat egyik tagjaként, a túra utolsó állomása volt Finnország.
Vesala énekelte az Aszterix és a Vikingek című film egyik betétdalát finnül.
Paula Vesala szinkronizál a Hannah Montana sorozatban. Ő Miley Stewart/Hannah Montana szinkron hangja. És a  Zack és Cody-ban is. Most a Disco kukac ( Disko matoja) finn animációs filmben szinkronizál.